# التنمية الريفية الزراعية المستدامة (برنامج)
برنامج التنمية الريفية المستدامة (ريف السعودية) هو برنامج حكومي سعودي أُطلق تحت رعاية الملك سلمان بن عبد العزيز في 9 يناير 2019. يهدف البرنامج إلى تحقيق تنمية اقتصادية واجتماعية متوازنة بين مختلف شرائح المجتمع من خلال الاستغلال الأمثل والمستدام للموارد الطبيعية والزراعية والمائية المتجددة. يتكون البرنامج من مراحل عدة، تبدأ المرحلة الأولى من انطلاقه حتى عام 2025، وهو يُعد من ثمرات رؤية المملكة 2030.

## الأهداف
- تنويع القاعدة الإنتاجية: زيادة تنوع الأنشطة الاقتصادية في المناطق الريفية.
- تحسين دخل صغار المزارعين: دعم صغار المزارعين لزيادة دخلهم وتحسين أوضاعهم الاقتصادية.
- تعزيز التنمية المتوازنة: تحقيق تنمية اقتصادية واجتماعية متوازنة بين مختلف المناطق في المملكة.
- الحفاظ على البيئة والموارد الطبيعية: ضمان استدامة الموارد الطبيعية وحمايتها للأجيال القادمة.
- المساهمة في الأمن الغذائي: تعزيز قدرة المملكة على تلبية احتياجاتها الغذائية من خلال الإنتاج المحلي.
- توفير فرص العمل: خلق فرص عمل للشباب في مختلف المناطق الريفية.
- الإسهام في الاستقرار الاجتماعي والتوطين: تعزيز الاستقرار الاجتماعي من خلال تحسين الظروف الاقتصادية في المناطق الريفية.[3][4]

## الأهمية
- يضمن تحقيق أمن غذائي وتنموي.
- المحافظة على الأمن الغذائي والبيئي.
- المحافظة على تراث المملكة الإسلامي والعربي والوطني.
- الرفع من مساهمة المنشآت الصغيرة والمتوسطة في الاقتصاد.
- زيادة مشاركة المرأة في سوق العمل.[5]

## الفروع
- إنتاج وتصنيع وتسويق البن العربي.[6]
- تربية النحل وإنتاج العسل.
- تطوير زراعة الورد والنباتات العطرية.[7]
- إنتاج وتصنيع وتسويق الفاكهة.
- تعزيز قدرات صغار الصيادين ومستزرعي الأسماك.
- تطوير قطاع صغار مربي الماشية.
- زراعة المحاصيل البعلية.
- تعزيز القيمة المُضافة من الحيازات الصغيرة والأنشطة الزراعية.

## نظام القطعان الذكية
قام البرنامج في شهر يوليو 2025م بالإعلان عن تطبيق نظام القطعان الذكية "Saudi Smart Flock" وهو نظام رقمي ذكي لإدارة مزارع التربية المكثفة للماشية باستخدام إنترنت الأشياء وتقنية التعرف على الوجه ويعتبر الأول من نوعه للمجترات الصغيرة عالمياً. حيث يساعد النظام في متابعة الإنتاجية ومراقبة الصحة وإدارة سجل الحيوانات وتقليل الفاقد منها ورفع الجودة وكذلك دعم اتخاذ القرار، حيث يهدف إلى تحسين إنتاجية صغار مربي الماشية وزيادة دخولهم وتعزيز الأمن الغذائي.